# Estanislao Mejía Castro
Estanislao Mejía Castro (San Ildefonso Hueyotlipan, Tlaxcala, 13 de noviembre de 1882 - Ciudad de México, 15 de junio de 1967) fue un compositor mexicano. Fue el director fundador de la Escuela de Música de la Universidad Nacional Autónoma de México de 1929 a 1933 y es el músico tlaxcalteca más reconocido.

## Inicios
Comenzó su instrucción musical a la edad de seis años tocando el cornetín en la banda de música de su pueblo natal HUEYOTLIPAN TLAXCALA

## Escuela de Música
Comenzó su carrera de maestro en el Conservatorio impartiendo clases de cornetín y de solfeo. Don Estanislao intervino para que la reciente Universidad de México no se quedara sin escuela musical. Cuando se fundó la Facultad de Música, Estanislao fue el director por 4 años. Ocupó el cargo de director del Conservatorio Nacional de Música. Desde ese puesto organizó la Orquesta Sinfónica Nacional, que ha dado a conocer la música mexicana. Fue compositor de sinfonías, piezas de gran dificultad y finura, así como poemas sinfónicos, y en 1951 hizo el arreglo del popular Jarabe Tapatío. Compuso además la ópera Edith y dio a conocer diversos aspectos de su arte por medio de revistas y periódicos. 
Se ejecutó en el Palacio de Bellas Artes, en el marco del homenaje al coronel Felipe Santiago Xicoténcatl, su marcha solemne Xicohténcatl. Colaboró en los periódicos “El Universal” y “Novedades” con artículos acerca de la música, sobre todo la mexicana. Escribió tres libros llamados Compendio, en los cuales se reúne lo mejor de la composición musical de su país. Además de la marcha para el coronel Felipe Santiago Xicoténcatl, compuso un homenaje a Mariano Matamoros. Organizó diversos concursos y el Segundo Congreso Nacional de Música. 
Murió a los 85 años en la Ciudad de México, dejando a la música grandes aportaciones y un orgullo al pueblo de Hueyotlipan, Tlaxcala.